# لینکولنویل (کانزاس)
لینکولنویل (به انگلیسی: Lincolnville) شهری در ایالت کانزاس کشور ایالات متحده آمریکا است که جمعیت آن در سرشماری سال ۲۰۱۰ میلادی، ۲۰۳ نفر بوده‌است.